# Бронзовки (род)
Бронзовки (лат. Cetonia) — род жуков из подсемейства Бронзовки семейства пластинчатоусых.

## Описание
Длина тела 16—23 мм.
Относительно крупные жуки с продолговатым, несколько суженным назад телом. Снизу тело блестящее, сверху — с металлическим блеском, матовое или с бархатистым налетом. Окраска различная — чаще всего зелёная, золотисто-зеленая, красновато-зеленая, медно-красная, темно-бронзовая, пурпурная, фиолетовая, синяя, чёрная.
Тело снизу покрыто на боках груди и брюшке негустыми, относительно длинными, обычно светлыми волосками. Сверху в негустых волосках или голое.
Наличник довольно большой, прямоугольный, с закругленными передними углами и более или менее сильно закругленно-выемчатым передним краем. Голова сверху пунктирована и часто покрыта волосками. Переднеспинка слегка поперечная, уже основании надкрылий, суживается кпереди. Переднеспинка покрыта точками, посредине, в особенности в задней половине, чаще более мелкими и менее густыми, по бокам более крупными многочисленными волосками, чаще без белых пятен, иногда (например, С. viridiopaca) с 2—4 белыми пятнами. Щиток довольно большой.
Надкрылья продолговатые, несколько суженные кзади, с сильными плечевыми и развитыми предвершинными буграми, выпуклым. Кроме пунктировки, на надкрыльях имеются более или менее многочисленные волоски и не особенно многочисленные белые пятна — частично маленькие, кругловатые, частично имеющие вид тонких поперечных волнистых перевязей. Часть этих пятен занимает определенное положение. Кроме пятен, нередко бывают дополнительные маленькие кругловатые, не занимающих определенного положения, белые пятнышка.
Пигидий умеренно или довольно сильно выпуклый.
Передние голени снаружи с 3 зубцами и с вершинной шпорой. Средние и задние голени снаружи с 1 зубцом, на вершинах трехзубчатые, с 2 заостренными шпорами. Лапки по длине мало отличаются от голеней.

## Личинка
Личинка большая, толстая, С-образно изогнутая, покрытая длинными и многочисленными волосками.
Голова поперечная, вершина лобного треугольника закругленная. 1-е дыхальце наибольшее, остальные приблизительно одинаковой величины. На анальном стерните, в его задней части, довольно длинные заостренные шипики образуют 2 правильных ряда, содержащие в каждом по 18—28 шипиков.

## Размножение
Яйца откладывают в мертвую трухлявую древесину и древесный детрит. Нахождение личинок в почве, обычно недалеко от остатков древесных корней, связано, вероятно, с их вторичным проникновением туда из древесного субстрата. Личинки развиваются в древесном субстрате (гнилая древесина). Личинки питаются мертвой древесиной. Продолжительность генерации в основном равна одному году.

## Ареал
В состав рода входят виды, которые распространены в большей части Европы, в северной Африке и Азии. Наибольшее количество видов, распространено в Средиземноморской подобласти; из них 8 видов для неё эндемичны и лишь 1 вид — бронзовка золотистая — широко распространена в Европе и Азии.

## Биология и местообитания
Представители рода — лесные обитатели, поскольку они биологически связаны с древесной растительностью, но, будучи светолюбивыми и теплолюбивыми, держатся в основном на полянах и опушках, на открытых пространствах, например в степях, при наличии там зарослей кустарников. В резко засушливых областях (степях, полупустынях и пустынях) они не встречаются в типичных условиях ландшафта, так как живут здесь в лучше увлажненных местах, связанных с пониженным рельефом. Встречаются как в низменностях, так и в горах, где поднимаются до высоты 2000—2300 м над уровнем моря.
Жуки питаются чаще всего частями цветов, иногда молодыми листьями и плодами, очень охотно сосут древесный сок.

## Список видов
- Cetonia angulicollis
- Cetonia asiatica
- Бронзовка золотистая[2][3][4] (Cetonia aurata)
- Cetonia aurataeformis
- Cetonia bensoni
- Cetonia carthami
- Cetonia chinensis
- Cetonia cypriaca
- Cetonia delagrangei
- Cetonia delfilsi
- Cetonia filchnerae
- Cetonia funeraria
- Cetonia gotoana
- Cetonia iijimai
- Cetonia izuensis
- Cetonia kemali
- Cetonia kolbei
- Cetonia magnifica
- Cetonia pallida
- Cetonia pilifera
- Cetonia pililineata
- Cetonia pisana
- Cetonia pokornyi
- Cetonia prasinata
- Cetonia pygidionotis
- Cetonia rhododendri
- Cetonia roelofsi
- Cetonia rutilans
- Cetonia sexguttata
- Cetonia sichuana
- Cetonia sicula
- Cetonia tane
- Cetonia viridescens
- Cetonia viridiopaca
- Cetonia viridiventris